# Нотні видання
Нотні видання — це видання, головним знаковим матеріалом яких є нотні знаки, за допомогою яких фіксуються музичні твори для збереження їх і навчання іншими користувачами.

## Загальна характеристика нотних видань
Нотне видання – це різновид видання, велику частину обсягу якого займає нотний запис музичного твору. Воно призначено для виконання або вивчення музичних творів. На відмінну від текстових видань, нотні – передають інформацію за допомогою спеціальних знаків – нот. Основну частину нотних видань становить запис музичних творів з текстом або без нього.
Музика — це вид мистецтва, що відображає дійсність у звукових художніх образах. Її зміст складають художньо-інтонаційні образи як результат відображення, перетворення і естетичної оцінки об'єктивної реальності в свідомості виконавця.
Музична культура кожного народу володіє специфічними рисами, які проявляються перше всього в народній музиці, де думка перетворюється в інтонації. Засобом перетворення музичних образів служать визначеним способом організовані звуки. Основні елементи і виразні засоби музики — лад, ритм, темп, мелодія, динаміка, тембр, гармонія, поліфонія, інструментовка.
Музика фіксується в нотнім записі і реалізується в процесі виконання. За виконавчими засобами музика поділяється на вокальну, інструментальну, вокально-інструментальну. Музика часто зливається з хореографією, театральним мистецтвом, кіно. Розрізняють музику одноголосну і багатоголосну. Музика підрозділяється на роди і види, жанри.

## Класифікація нотних видань
Музика суттєво відрізняється від мови перш за все якостями, які їй притаманні як мистецтву: важливою естетичною роллю змісту і форми, відображення дійсності, необов’язковістю утилітарних функцій, необхідністю однозначно виразити конкретні поняття і т.д.
Розробка класифікації нотних видань є важливою теоретичною і практичною задачею. Їх специфіка потребує створення багато-аспектної системи класифікації, як їх видові особливості.
Нотні видання призначенні для виконання або вивчення музичних творів.
За функціональним призначенням всі нотні видання поділяються на три види: наукові, навчальні, концертні.
Наукові нотні видання призначенні для науково-дослідницької роботи, однак широко використовуються і для виконання спеціалістами і студентами вищих навчальних закладів. Їх виданню передає велика текстологічна праця: твори, що входять в даний збірник, перевіряється з автографами, попередніми виданнями для погашення можливих неточностей, відновлення оригінального тексту, з максимальною точністю. В науковому виданні наводяться фрагменти варіантів, що відображають процес роботи автора над твором. Видавництво забезпечується науковим апаратом: коментарями, списками, вказівками.
Групу навчальних нотних видань складають видання шкіл гра на різних музичних інструментах, диктантів, вправ, етюдів, гамм, самовчителів.
Всі видання музичних творів, написаних для виконання перед аудиторією, відносяться до концертних. Вони не мають коментарів, не містять наукового апарату.
Згідно з читацькою адресою або практичним використанням, всі нотні видання поділяються на такі групи: для тих хто навчається у музичних навчальних закладах, для спеціалістів, для любителів.
За характером виконання музичні твори поділяються на видання сценічних, інструментальних, вокально-хорових творів, а також змішані видання.
Групу сценічних творів становлять видання тих музичних творів, які призначенні для виконання в театрі. Вони являють собою синтетичний жанр мистецтвом, що об'єднує драму, музику, танець. Цей жанр включає в себе опери і музичні драми: оперети, музичні комедії, мюзикли, балети.
Твори інструментальної музики складають три великих групи нотних видань:
- — видання творів для оркестру; в жанровому відношенні ці видання представлені симфонічними картинами, п'єсами-мініатюрами;
- — видання камерних творів. До них відносять сонати, твори для ансамблів, які в свою чергу поділяються на ансамблі і п'єси для ансамблів;
- — видання творів для окремих інструментів: фортепіано, народних інструментів і інструментів симфонічного оркестру; вони можуть бути написані в жанрі фантазій, варіацій, поліфонічних п'єс, п'єс-мініатюр, танців, маршів, етюдів.

Групу видань вокально-хорових творів складають такі різновиди: видання вокально-симфонічних творів — кантат, ораторій; видання творів для хору або голосу, вони поділяються на народні, професіональні, авторські, камерні, вокальні твори, естрадні і масові пісні.
Змішані видання містять музичні твори різних жанрів і різні за характером виконання.
За характером викладання або запису всі видання музичних творів поділяються на партитури і дирекціони, оркестрові голоси, клавіри, запис голосу або інструмента соло, запис твору для голосу під фортепіано (баяну, гітари).
- Партитура — це нотний запис багатоголосного музичного твору для оркестру, хору, камерного ансамблю.
- Партія — це частина оркестрового, хорового або оперного твору, яка виконується окремим голосом.
- Дирекціон — це переклад музичного твору для оркестру меншого складу, скорочена і спрощена партитура, в якій всі голоси вписані в реальному звучанні. Це, як правило, додатковий нотний стан над оркестровою партією, яка містить основні мелодичні голоси інших партій.
- Клавір — це переклад партитури будь-якого оригінального або вокально-симфонічного твору для співу під фортепіано.

За своєю структурою нотні видання поділяються на моновидання і збірники.
Частина найзначніших творів одного автора, відібраних за спеціальним принципом, об'єднується у вибрані твори. Всі твори одного автора або їх значна частина об'єднується переважно в збірники творів, де вони розміщуються за жанрами, а в середині жанрів у хронологічному порядку — за датами їх написання.
За матеріальною конструкцією всі нотні видання поділяються на книжкові і комплексні. Більшість нот випускаються у вигляді книжкових видань. Нотні видання виходять однотомними, багатотомними і серійними виданнями, а також у вигляді окремих і музичних творів, опублікованих у книгах, журналах, газетах.
У формі простих комплексних видань випускаються оркестрові голоси, які містять партії окремих інструментів. Складний комплект складається із партитури і голосів, занесених в загальний футляр або в суперобкладинку.
Особливу цінність мають факсимільні видання. Вони являють собою точні відтворення автографа композитора, факсиміле дозволяє ознайомитися з його творчою лабораторією, прослідкувати найважливіші етапи роботи автора над творами.
До внутрішніх елементів нотних видань, які передають їх зміст, відносяться: нотний текст, відомості перед нотним текстом, науково-допоміжний апарат, заголовок, видавнича анотація.
До зовнішніх елементів нотного видання відносяться: книжковий блок, титульний листок, обгортка (інколи перепліт), контртитул, авантитул, шмуцтитул, суперобгортка, вихідні дані, тираж, ціна.
До основних реквізитів нотних видань відносяться: поняття про автора та інших осіб, які брали участь в створені видання; заголовок видання; над заготовочні, підзаголовочні і вихідні дані; анотація на нотне видання; комплексний книготорговий індекс-шрифт; знак охорони авторського права; випускні дані.

## Нотні знаки
Нотні знаки передають інформацію за допомогою нот.
Ноти - це умовні графічні знаки, які служать для запису музичних звуків. Вони виникли у відповідь на суспільну необхідність графічно закріпити музику.
Ноти є елементами нотного письма — системи графічних знаків, які застосовують для запису музики. Запис музики за допомогою нот також називаються нотацією. Звуки, які використовують в музиці, відрізняються від немузичних звуків своєю визначеною висотою і подовженістю, які відображені в нотному записі.
Форма і назва нот змінюється в залежності від системи нотації, прийнятої в різні епохи і в різних країнах.
Ноти пишуться на п'яти горизонтальних лінійках, які називають нотним станом.
На лінійках і між лінійками, а також на додаткових лінійках і між ними записуються ноти — знаки, що означають звуки. Подовженість звуку позначається білою або чорною головкою ноти, а також крапками після нот, що збільшують подовженість ноти на її половину або три чверті.
Точну висоту нот визначає ключ. Найпоширеніший ключ соль або скрипічний ключ.
Існує і ключ фа або басовий ключ. Біля ключа проставляють так звані ключові знаки — дієзи і бемолі, що відповідають визначеній тональності.
Найпоширеніші у музиці ноти п'яти категорій:
a. ціла нота — порожній овал;
b. половинна нота — паличка з боку ноти, направлена вверх або вниз;
c. четвертна нота — заповнений овал (завжди з паличкою);
d. восьма нота — заповнений овал із штилем і двома з'єднаннями.
Кожне наступне з'єднання означає, що нота звучить на половину коротше.
Використовується і ряд особливих знаків:
e. аколада — пряма або фігурна дужка, яка з'єднує два або більше нотних стани у записі багатоголосної музики для одного інструмента, а також для ансамблю голосів або інструментів;
f. ліга — зігнута лінія, що показує межі музичних фраз або означає уривки, які повинні використовуватися зв'язано;
g. вольта — знак, який відмічає різні закінчення твору розділу, що продовжується.
Таким чином, ноти — це умовні графічні знаки, які служать для запису музики за лінійною нотною системою.